# Herburský klášter
Herburský klášter je zaniklý klášter v Brně. Celý komplex i s kostelem Nanebevzetí Panny Marie získali po jeho zrušení 1578 jezuité, kteří jej přestavěli na jezuitskou kolej.

## Historie
V Brně vznikla kolem roku 1240 komunita zbožných měšťanek. Existence konventu, jehož zakladatelem byl brněnský měšťan Oldřich Niger, je doložena k roku 1241, kdy se sestry řídily řeholí svatého Augustina. Majetek kláštera rozšířil král Václav I., v jehož službách se Niger nacházel. Ve vedení konventu stanula jako první převorka Herburga, podle které byl klášter označován jako herburský. V roce 1248 svěřil papeže Inocenc IV. herburky pod správu dominikánského řádu a od 30. let 14. století jsou zdejší sestry definitivně řazeny mezi dominikánské komunity. Klášter byl zničen požárem v roce 1279, takže musel být v následujících desetiletích obnoven. Členkami konventu se většinou stávaly brněnské měšťanky, takže jeho existence i ekonomické zázemí, které bylo rozšiřováno dary, úzce souviselo se samotným městem Brnem. Roku 1500 klášter podruhé poničil požár, po němž byl opět opraven. V průběhu 16. století se ale jeho ekonomická i morální situace zhoršovala a počet členek konventu vytrvale klesal. Císař Rudolf II. proto na dřívější návrh olomouckého biskupa Jana Grodeckého, který nejprve zamítl jeho předchůdce, císař Maxmilián II., rozhodl, že komplex připadne jezuitům. Převorka a poslední dvě sestry se dle tohoto rozhodnutí přestěhovaly do opuštěného benediktinského kláštera v Pustiměři. Jezuité získali celý areál kláštera v roce 1578 a následně z něj vytvořili jezuitskou kolej. Ta byla kromě kostela zbořena v letech 1904–1906 v rámci brněnské asanace.
Herburský klášter se nacházel v severovýchodní části historického jádra města Brna, v prostoru nynějších ulic Jezuitské, Beethovenovy, Dvořákovy a Mozartovy, a jeho součástí byl kostel Nanebevzetí Panny Marie, který na konvent navazoval na jeho severní straně. Po převzetí komplexu jezuity došlo k postupné celkové přestavbě areálu a výstavbě nového kostela, jenž na jižní straně zřejmě využil zdi starého chrámu. Raně gotické trojdílné sedile z druhé poloviny 13. století, odhalené při asanaci areálu počátkem 20. století, bylo v roce 1940 druhotně osazeno do vnější zdi boční kaple kostela.